# Отрера
Отрера (Отрира, др.-греч. Ὀτρηρή) — персонаж древнегреческой мифологии. Царица амазонок, возвела храм Аресу. Амазонка. Мать Пенфесилеи и Ипполиты. Построила храм Артемиды в Эфесе.